# Polistes carnifex

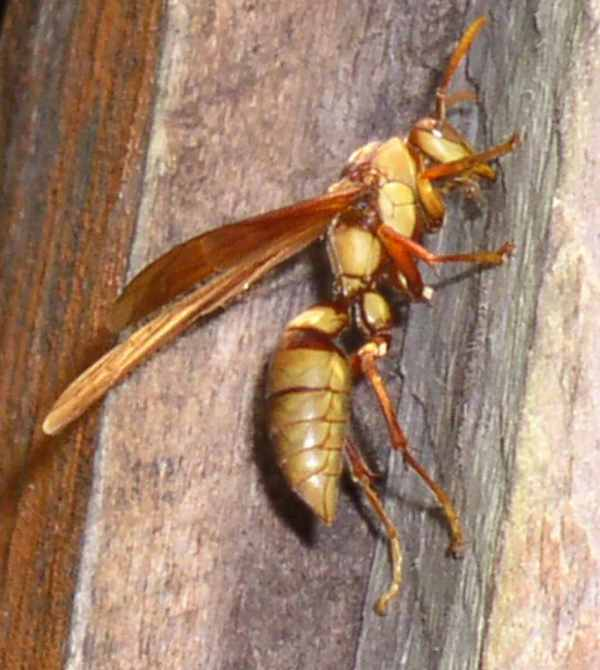
Polistes carnifex (Белиз)

Polistes carnifex (лат.) — вид общественных бумажных ос рода Polistes из семейства Vespidae. Встречаются в Северной и Южной Америке: от Аризоны и Техаса в США на севере ареала и на юг до провинции Мисьонес в Аргентине. Могут гнездится вблизи человеческих построек, под карнизами крыш. Это крупная жёлто-коричневая бумажная оса длиной около 3 см (обычный размер — 24—27 мм) с зубчатыми мандибулами и узкой осиной талией. Самка обладает ядовитым жалом. Несмотря на свои размеры, это относительно неагрессивное насекомое.
Polistes carnifex образует небольшие колонии, основанные одиночными королевами, которые строят гнёзда под карнизами зданий или подвешивают их к ветвям. Свои «бумажные» гнёзда они делают из пережёванной древесной массы, смешанной со слюной. Во взрослой популяции состав гнезда варьирует от 4 до 13 насекомых. Осы являются хищниками; для развития своего выводка они ловят гусениц. Фуражирующие взрослые особи приносят нектар и измельчённую добычу в своё гнездо, чтобы накормить развивающихся личинок, которые размещаются в отдельных ячейках гнезда.

## Описание
Polistes carnifex — самая крупная неотропическая оса из рода Polistes с длиной тела до трёх сантиметров. Обычный размер — 24—27 мм, с возможным максимумом в 33 мм. Несмотря на свои размеры, это относительно неагрессивное насекомое.
Окраска жёлтая с коричневыми полосами, которые частично черноватые. Антенны жёлтые с затемнённым основанием. Голова жёлтая, макушка головы чёрная и заканчивается красновато-коричневыми полосами. Нижние челюсти красновато-коричневые, очерченные чёрным. Грудь жёлтая, спинная часть чёрная, но с квартетом тёмных красновато-коричневых пятен. Переднеспинка полностью или почти полностью окрашена в жёлтый цвет. Брюшко жёлтое, второй сегмент (тергит) затемнён у основания. Крылья красновато-коричневые или желтовато-красновато-коричневые, ноги тёмного цвета.
Polistes carnifex можно объединить с рядом видов, которые можно отличить от других видов рода Polistes по отсутствию бороздки на нижней стороне головы, называемой эпикнемиальной бороздой. P. carnifex можно выделить среди этой группы ос по широким щёчным пластинам. Кроме того, первый тергит очень компактный, дорсально выпуклый и вертикально приподнят по сравнению с сужением, где брюшко соединяется с грудью. Кроме того, глаза не касаются наличника. Наконец, это очень крупная оса, длина особей всегда превышает 20 мм. Первый брюшной сегмент (стернит) менее широкий, чем длинный.
Известно, что гнёзда с относительно длинным и мощным центральным стебельком характерны для этого вида, отличаясь от прочих видов рода, у которых гнездо известно.

### Мандибулы
Как представитель отряда перепончатокрылые, Polistes carnifex имеет мандибулы, которые могут использоваться для получения древесных волокон, строительства гнёзд или захвата и измельчения добычи. Мандибулы P. carnifex короткие. Однако они заметно шире у основания, соотношение длины к базальной ширине составляет примерно 2:1. Внешняя базальная область простирается «от базального края … до точки, расположенной примерно на половине длины мандибулы». У P. carnifex также есть зубцы. «Выпуклая дистальная задняя область … непрерывна с самым задним апикальным зубом и примыкает к дистальной медиальной области». У P. carnifex эта область выпуклая и передний край третьего зубца удлинён, по сравнению с другими видами.

### Гениталии
Как и у большинства насекомых, гениталии этого вида очень характерны. У самца осы парамер в два с половиной раза длиннее ширины посередине, парамеральный шип составляет около 1/6 длины, а по бокам от него проходит неглубокая бороздка. Этот шип покрыт очень длинными и густыми щетинками и заострён апикально. Лопасть парамера хорошо развита и закруглена, нижняя часть парамера узкая, около 2/3 ширины средней части. У него стройный эдеагус, с примерно 27 зубцами, распределёнными от конца до начала расширения в средней части эдеагуса. Клапан пениса слабо расширен, с центральным входом и слабо двулопастным видом (клапан составляет чуть более 1/3 длины апикальной части эдеагуса). Расширение средней части эдеагуса хорошо развито и имеет заострённую вершину. Латеральная аподема эдеагуса направлена вперёд со слабым центральным выступом и короче округлого вентрального отростка (выступа), а нижняя (нижняя) часть эдеагуса слабо изогнута — сбоку кажется почти прямой.
Дигитус узкий, с хорошо развитым апикальным отростком, который примерно в полтора раза длиннее основания дигитуса и такой же ширины от основания до конца. Этот конец (апекс) заострён. Дигитус имеет полосу явной пунктировки вокруг основания и передневентральную долю, короткую с закруглённым концом, покрытую легко отпадающими (исчезающими) щетинками.
Куспис тонкий, с заострённой и резко сужающейся вершиной, покрыт длинными и редкими щетинками, больше щетинок по краям боков и короткие щетинки в нижней части. Пунктировка на кусписе имеется только на боковой доле.

## Таксономия
В 1768 году корабль Индевор вышел из Плимута в первое плавание Джеймса Кука и через несколько месяцев, в ноябре, достиг гавани Рио-де-Жанейро. Здесь один из пассажиров, богатый натуралист Джозеф Бэнкс, приобрёл самку гигантской осы, которая совершила кругосветное путешествие и в 1771 году попала в Англию.
Тем временем датчанин Йоганн Христиан Фабриций в 1762 году отправился в Упсальский университет, чтобы учиться у знаменитого Карла Линнея, а по возвращении в Данию через два года начал работу над своей первой публикацией — «Systema Entomologiæ», в которой попытался перечислить все известные виды насекомых (к которым в то время относились пауки, крабы и другие членистоногие) в соответствии с новой системой Линнея. К 1770 году он был назначен профессором Копенгагенского университета, а когда в 1773 году Кильский университет (ныне немецкий) был передан Дании, он вскоре был назначен профессором и там. К 1771 году Фабриций начал совершать ежегодные летние поездки в Лондон для изучения коллекций, собранных Бэнксом и другими учёными в других странах, где ему удалось изучить бразильский экземпляр осы в лондонской резиденции Бэнкса. В 1775 году 832 страницы «Systema Entomologiæ» были наконец опубликованы, и в ней Polistes carnifex был впервые научно описан под названием Vespa carnifex, используя экземпляр Бэнкса в качестве голотипа. Сейчас этот экземпляр хранится в Музее естественной истории в Лондоне.

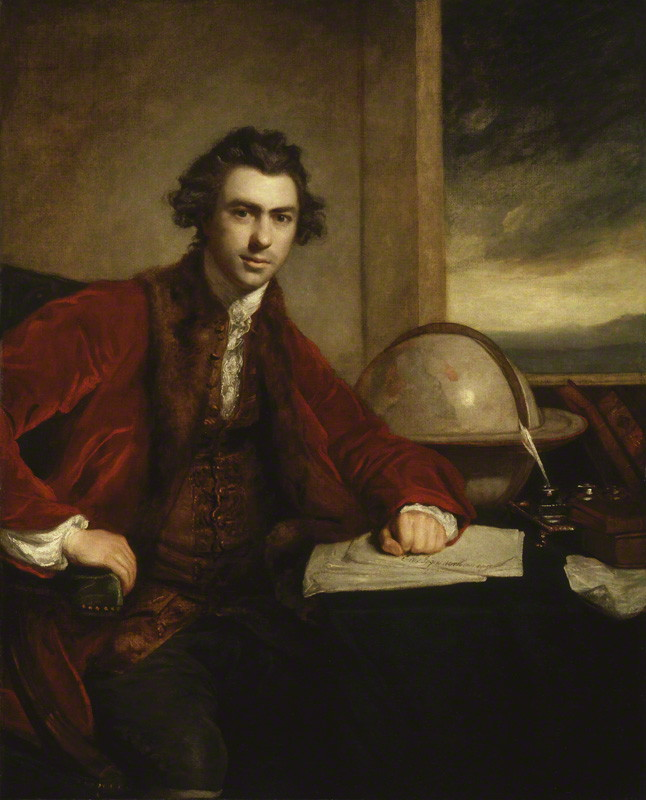
Джозеф Бэнкс коллектор голотипа Polistes carnifex
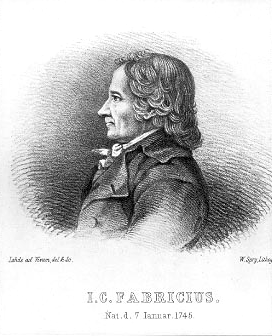
Йоганн Христиан Фабриций, автор описания P. carnifex

P. carnifex относится к жалящим стебельчатобрюхим перепончатокрылым насекомым (Apocrita, Hymenoptera) из семейства настоящие осы (Vespidae) и подсемейства полистины, второму по величине подсемейству веспид, в котором все осы — социальные.
В этом подсемействе есть две поведенческие группы, которые отличаются друг от друга способами формирования колоний и наличием репродуктивного доминирования. Первая из этих групп образует колонии путём роения, когда несколько основательниц создают гнездо. Напротив, другие осы Polistes независимы, и гнездо строит одна или несколько самок. По одной из гипотез филогенетического дерева, P. carnifex наиболее тесно связан с P. major и более отдалённо — со следующими видами: P. apachus, P. aurifer, P. bellicosus, P. carolina, P. metricus, P. poeyi ssp. haitiensis и P. perplexus. Однако консенсус в отношении филогении P. carnifex не достигнут, поэтому ни одно филогенетическое дерево нельзя назвать правильным.
В 1857 году де Соссюр первым попытался упорядочить американские виды Polistes, сделав это на основе формы брюшка — либо конического, с широким первым сегментом и сужающимся к сжатому последнему сегменту, с коническим и несколько удлинённой заднегрудью; либо с брюшком овальной формы, с первым сегментом ампулообразным (в форме колбы) и более плоской заднегрудью с менее удлинённым концом. Он поместил P. carnifex в третью группу с характеристиками между этими двумя, вместе с P. aurifer и новым видом, который он описал из Нуэво-Мексико (мексиканская территория, которая была завоёвана и аннексирована США и в то время включала всё между современной Калифорнией и восточным Техасом), P. comanchus.
Британский энтомолог Оуэн Ричардс в 1973 году, а затем в 1978 году отнёс P. carnifex к монотипическому подроду, который он назвал Onerarius. В 1996 году в морфологическом исследовании большей части рода Polistes американский гименоптеролог Джеймс Майкл Карпентер обнаружил, что этот подрод приводит к парафилетичности подрода Aphanilopterus, и поэтому синонимизировал Onerarius с подродом Aphanilopterus. Однако к 2018 году он перестал следовать своей собственной таксономической интерпретации и продолжал использовать Onerarius Ричардса.
Подвиды
Выделяют три подвида:
- Polistes carnifex ssp. carnifex — восточная Бразилия[12], Коста-Рика[24], Мексика[2] и США[3]
- Polistes carnifex ssp. boliviensis Bequaert, 1936 — Боливия, Колумбия, Перу[2][6][25]
- Polistes carnifex ssp. rufipennis (Latreille, 1833) — Гондурас, Панама[2][4] и Венесуэла[26]

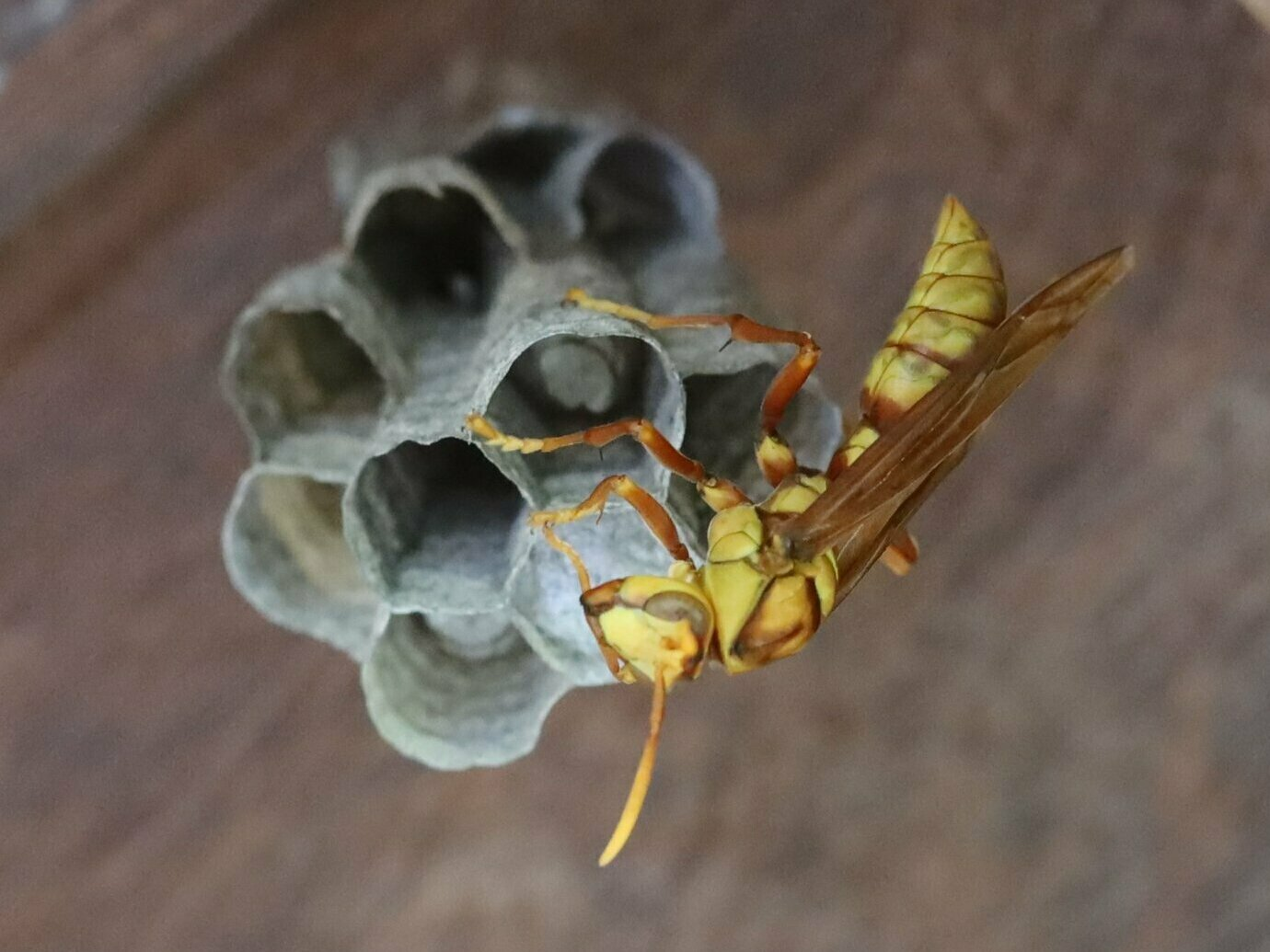
Polistes carnifex boliviensis
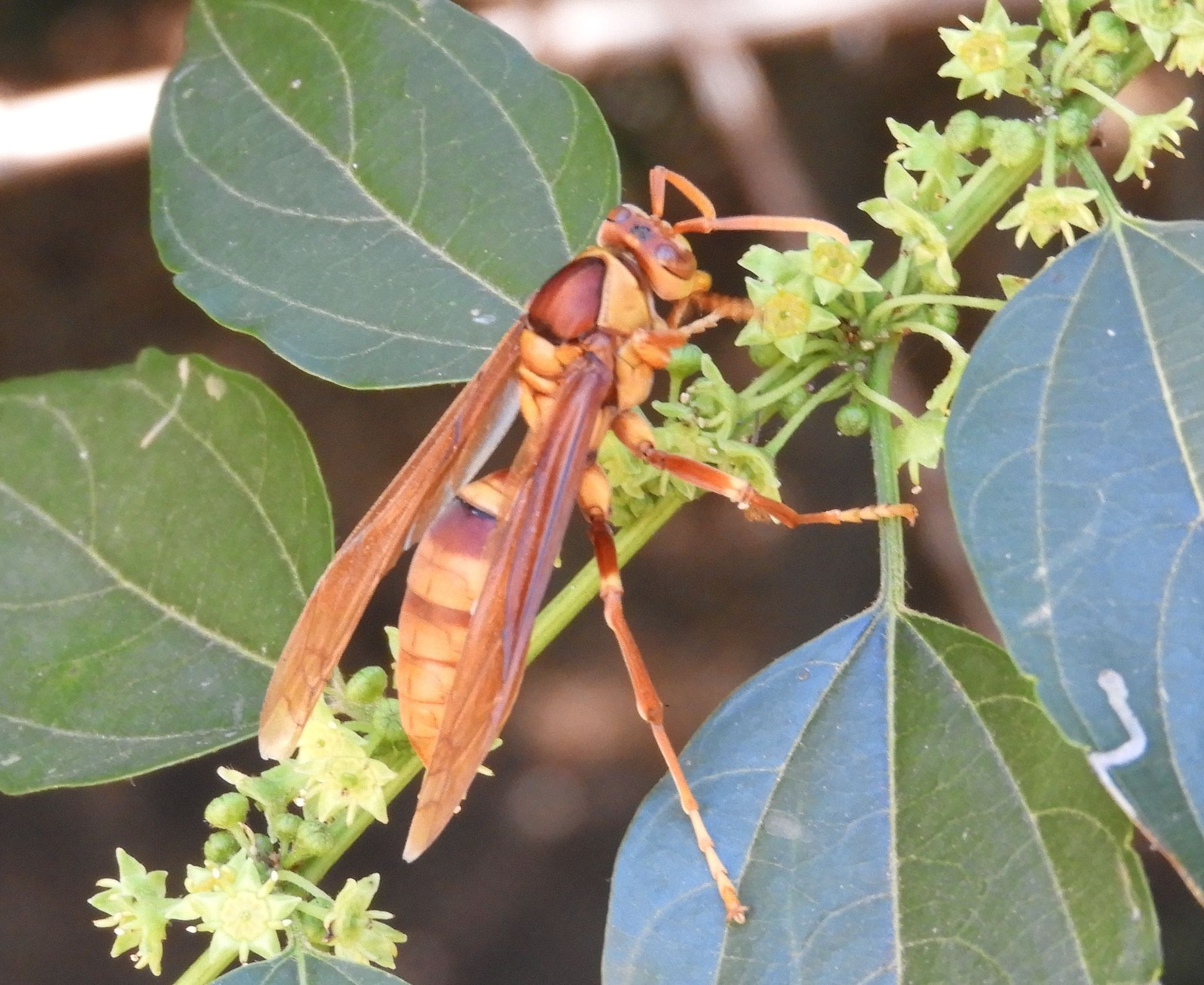
Polistes carnifex carnifex
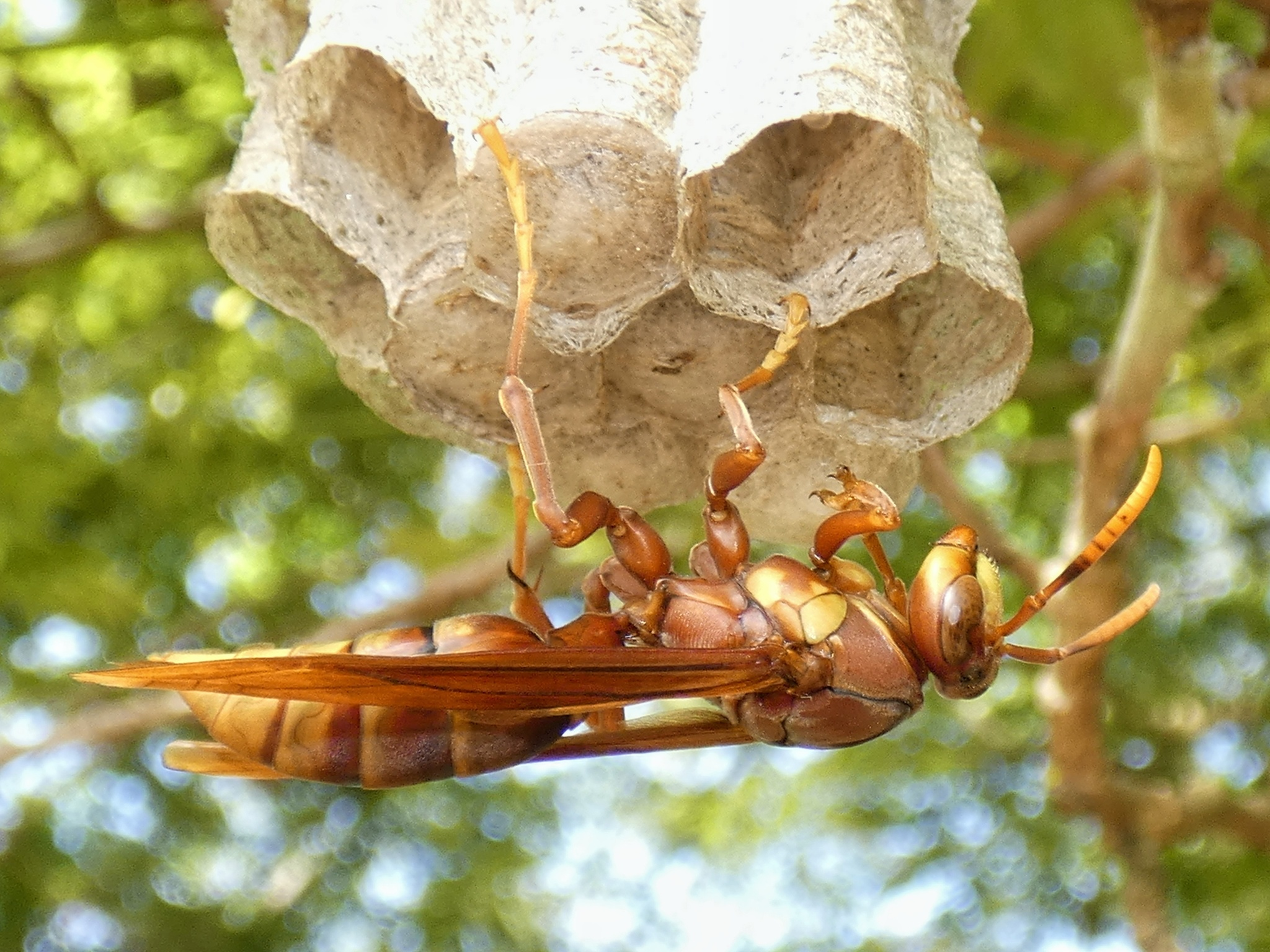
Polistes carnifex rufipennis

## Экология
До 1970-х годов о биологии и поведении Polistes carnifex было известно немного. P. carnifex — вид бумажных ос, поэтому, как и другие представители подсемейства Polistinae это эусоциальная оса, у которой колония состоит из матки, откладывающей яйца, и рабочих ос, выполняющих основные функции по обеспечению жизнедеятельности гнезда — добычу корма для личинок, защиту колонии от врагов.

### Место обитания
Вид обитает в прибрежных, влажных и открытых районах, например, в вечнозелёных тропических лесах. В тропических зонах, таких как Парагвай, Бразилия и Аргентина, он встречается в обширных лесных массивах без сильных дождей.

### Гнёзда

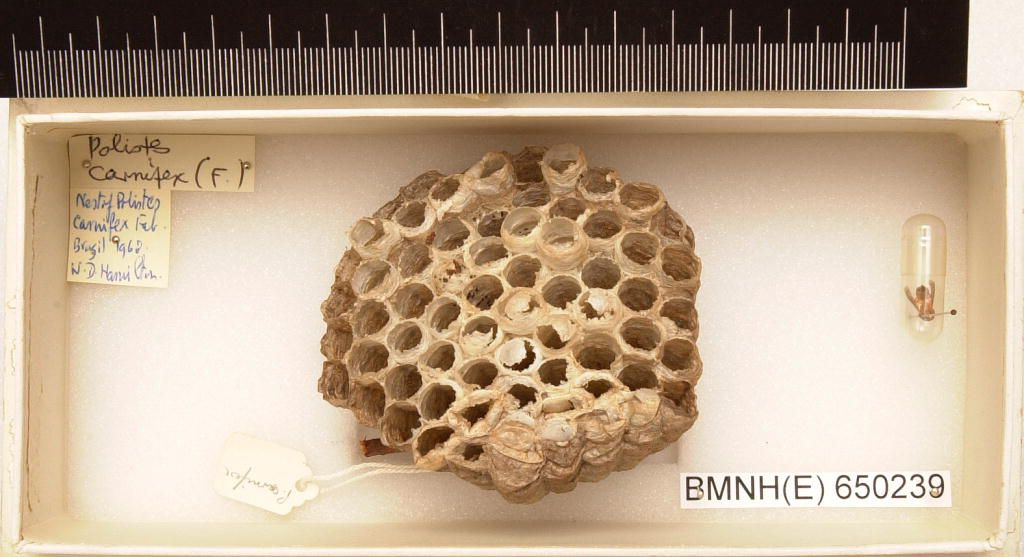
Гнездо Polistes carnifex, найденное в Бразилии в 1967 году Уильямом Гамильтоном и хранимое в Музее естественной истории (Лондон)

Гнездо основывает одиночная королева, которая строит первую ячейку, а затем и последующие ячейки из мацерированной целлюлозы. Чтобы создать колонию, королева расширяет ячейку, самостоятельно вводя в неё шарик недавно мацерированной целлюлозы. Используя мандибулы, королева прикрепляет шарик, удерживая передними лапами боковые стороны возводимой стенки. Выполняя эту задачу, королева двигает антеннами по кругу вокруг головы, касаясь параллельно расположенной противоположной стены. Контакт антенн со стеной позволяет королеве строить прямые стороны внутренней стены. Она откладывает яйца и кормит личинок, скармливая им нектар и измельчённую добычу. Рабочие самки, появившиеся из первых ячеек, затем помогают в дальнейшем строительстве и развитии колонии, могут сами спариваться и откладывать яйца.
Polistes carnifex — социальный вид, и гнёзда состоят из нескольких горизонтальных бумажных сот из ячеек, в которых выкармливаются молодые особи. Гнёзда строятся из древесной массы, которую осы пережёвывают в бумаговидный материал. В ходе исследования в Коста-Рике гнёзда были найдены висящими на ветвях различных видов низких колючих деревьев вблизи эфемерного болота. Гнёзда были замечены под карнизами зданий. Гнёзда висячие, с открытыми сотами, поддерживаются одним черешком в центре, который укреплён жёстким желатиновым материалом. Из шести гнёзд, измеренных Корном, максимальный размер гнезда P. carnifex составлял около 9 см в диаметре. Одно гнездо, в котором появилась минимум одна особь, имело среднюю длину 27,8 мм. Во взрослой популяции состав гнезда варьирует от 4 до 13 особей. В одном гнезде было 28 ячеек, и это число оставалось постоянным в течение всего периода наблюдения (17 дней). Только одна ячейка была увеличена, и то по периферии.

### Питание

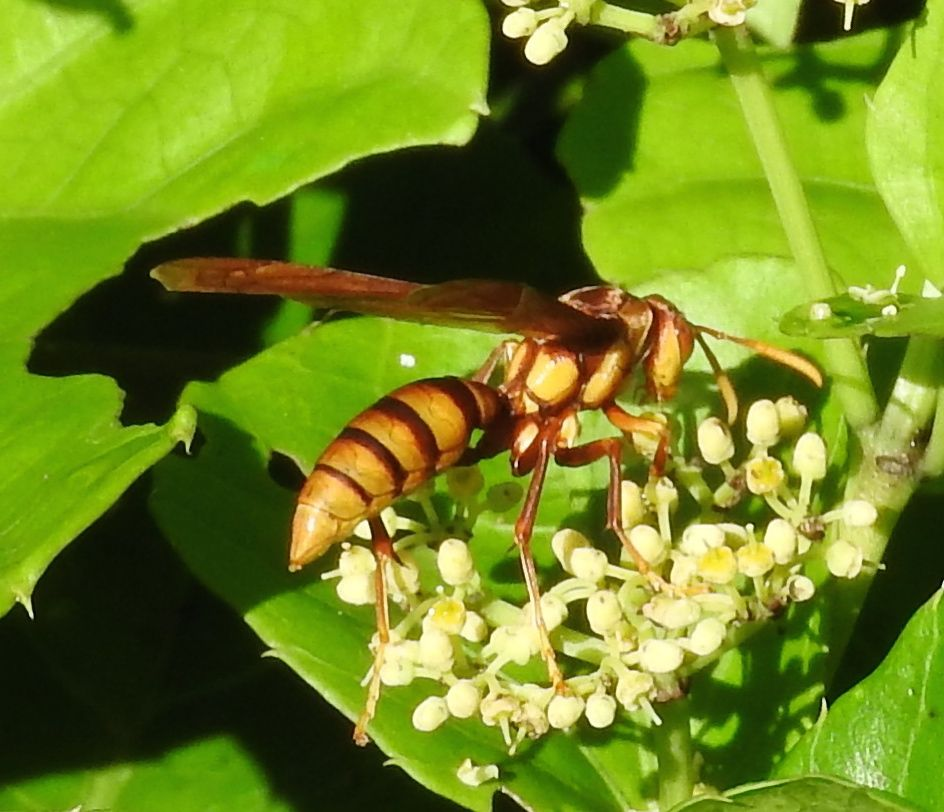
Polistes carnifex кормящаяся на циссусе (Мексика)

Английский натуралист Томас Бельт наблюдал, как оса Polistes carnifex, нашедшая крупную гусеницу, разгрызла её и превратила половину в мацерированный шарик. Подхватив его, она зависла на несколько секунд, а затем несколько раз покружила вокруг того места среди густой листвы, где лежала вторая половина гусеницы. Затем она улетела, но через пару минут вернулась и быстро нашла среди листьев нужное отверстие. Пробираясь среди листвы, оно поначалу не могла найти тот самый лист, на котором лежала гусеница. После нескольких бесплодных поисков, перемежавшихся короткими круговыми полётами, она наконец нашла расчленённую добычу и улетела с трофеем. Белт был поражён тем, что насекомое могло использовать умственные процессы, настолько похожие на те, которые мог бы использовать человек, чтобы запомнить конкретное местоположение своей добычи.
В Колумбии наблюдали, как двадцать девять фуражирующих ос возвращались в одно гнездо с двадцатью пятью порциями нектара, тремя порциями мацерированной добычи и одной порцией строительной целлюлозы. Когда прилетала оса-фуражировщик с кормом, самая «высокоранговая» оса требовала еду, а затем обе кормили личинок. Каждая оса просовывала голову в ячейку, барабанила по стенкам ячейки усиками, а затем откладывала пищу. Шум этих ударов был слышен исследователю на расстоянии метра и, возможно, предупреждал личинок о наличии пищи.

### Территориальное поведение
В Коста-Рике самцы Polistes carnifex собираются на вершинах возвышенных мест, где у них есть свои территории. Самцы прогоняют других самцов с этих территорий, которые состоят из групп деревьев и кустарников без гнёзд. Предполагается, что самки спариваются только с самцами, занимающими такие территории.

### Взаимодействие с другими видами
Гнёзда (висящие на низких ветвях колючих деревьев вблизи болота) иногда находили в метре от гнёзд видов Polybia и иногда в такой же близости от гнёзд Mischocyttarus. Polybia и Mischocyttarus часто ассоциируются на одной территории, однако Polistes carnifex лишь изредка встречался по соседству. О связи P. carnifex с другими видами социальных ос не сообщалось за пределами Коста-Рики. Некоторые деревья несли несколько гнёзд разных видов ос, в то время как многие другие подобные деревья не несли ни одного, что говорит о неслучайном распределении.
Вид P. major, по-видимому, является бейтсовским имитатором этого вида.

### Паразиты
При исследовании шести гнёзд Polistes carnifex в трёх ячейках было обнаружено дополнительное яйцо вместо обычного одного, но эти яйца оказались яйцами P. carnifex. Автор этого исследования не нашёл никаких доказательств паразитизма, однако на осах действительно паразитируют веерокрылые насекомые из рода Xenos. Эти облигатные паразиты заражают развивающихся личинок ос в гнезде и находятся внутри брюшка самок ос, когда они вылупляются. Здесь они остаются до тех пор, пока не прорвут кутикулу и не окуклятся (самцы) или не выпустят заражённых личинок первого возраста на цветы (самки). Эти личинки переносятся обратно в гнёзда фуражирующими осами.

## Распространение
Вид Polistes carnifex родом из Центральной и Южной Америки; его ареал простирается от Аризоны и южного Техаса до провинции Мисьонес в северной Аргентины. В 1907 году Дукке сообщал, что вид встречается на Больших Антильских островах, но, по мнению американского натуралиста Бекуэрта в 1936 году вид не встречался ни в Соединённых Штатах, ни на Больших Антильских островах. Однако в 1940 году было доказано, что он ошибается, когда первый экземпляр из Соединённых Штатов был собран в Аризоне Джоном Дж. Дюбуа, и эта находка впервые была опубликована в 1955 году.